# Мис Кабу-Бранку
7°8′55.41″ пд. ш. 34°47′48.82″ зх. д. / 7.1487250° пд. ш. 34.7968944° зх. д.
Ка́бу-Бра́нку (порт. Cabo Branco — «білий мис»), мис в Бразилії, за 8 км на північний схід від міста Жуан-Песоа. Був відкритим іспанським мореплавцем Дієго Лепе в 1500 році та названим в честь Святого Августина — Сан-Агустин. На кручах мису знаходиться маяк, на якому є знак найсхіднішої точки материка, однак точно встановлено, що крайньою точкою є мис, що знаходиться недалеко — Сейшас.